# Brantano
Brantano was een Belgische keten van schoenwinkels van de FNG NV. De winkels verkochten naast schoenen ook een beperkt assortiment aan kleding. In augustus 2020 ging de keten failliet.

## Geschiedenis

### Van schoenenfabriek naar winkelketen
De bakermat van Brantano ligt in het Oost-Vlaamse Lede waar André Brantegem († Wichelen, 22 juli 2022) en zijn broer, twee schoenmakerszonen, een schoenenfabriek opstartten. Na enkele jaren gingen de twee broers hun eigen weg en in 1962 opende André in de fabriek een winkel.
Door de steeds sterker wordende concurrentie uit het buitenland, voornamelijk Italië, werd het steeds moeilijker om de productie van schoenen concurrerend te houden. In 1965 koos André Brantegem om uitsluitend verder te gaan met verkoop. Dit was zo succesrijk dat eind de jaren zestig en begin jaren zeventig drie nieuwe filialen werden geopend in Herzele, Oudenaarde en Lebbeke.
De naam Brantano dook voor het eerst op in de jaren 1970. Drie zonen Philippe, Carlos en Joris Brantegem deden hun intrede in de nieuw opgerichte pvba Brantano die later zou opgaan in de nv Brantano Purchasing Company.
De originele fabriekswinkel in Lede werd in 1980 geruild voor een volledig nieuw winkeltype, gebaseerd op een ruime keuze, zelfbediening en veel parkeergelegenheid. De winkeloppervlakte steeg daardoor van oorspronkelijk 30 m² naar 500 m² en uiteindelijk 1000 m².

### Groeiperiode
De snelle groei van Brantano begon eind jaren tachtig. In 1989 werden negen nieuwe winkels geopend waarvan twee in Wallonië. Hetzelfde jaar wijzigde Joris Brantegem het winkelconcept van een discount-formule naar een winkel met een grote oppervlakte en de nadruk op keuze en een uitstekende prijs-kwaliteitsverhouding. De hoofdzetel en de magazijnen werden gevestigd in Erembodegem.
Tegen het begin van de jaren negentig telde de keten twintig winkels in België. De Mitiska-holding (ook aandeelhouder van onder meer Carpetland / Carpetright, Heytens en Vanden Borre) nam in 1990 de helft van de aandelen over waardoor Brantano verder kon blijven groeien. In drie jaar tijd verdrievoudigde het aantal winkels.
Op 16 juni 1997 kreeg het aandeel een notering op de beurs van Brussel. Er volgde een expansie naar Nederland, het Groothertogdom Luxemburg, het Verenigd Koninkrijk, Frankrijk, Denemarken en het Midden-Oosten. In 2005 besliste het bedrijf echter om de activiteiten te concentreren op België, het Groothertogdom Luxemburg en het Verenigd Koninkrijk.
De beursnotering eindigde in januari 2008 toen alle aandelen in handen kwamen van Macintosh Retail Group. In volgende jaren geraakte deze groep in de problemen waardoor diverse dochterbedrijven van de hand werden gedaan. Op 27 oktober 2015 werd Brantano UK verkocht aan het in Europese retail gespecialiseerde Alteri Investors. Macintosh Retail Group werd op 30 december 2015 failliet verklaard. Ook de Alteri-groep kwam in de problemen wat vanaf het eerste trimester 2017 leidde tot de vereffening van Brantano UK. In juni 2017 sloot de laatste winkel (van de ooit 191 winkels in het Verenigd Koninkrijk) met een banenverlies voor 900 werknemers tot gevolg.
Op 18 januari 2016 werd bekend dat de Belgische en Luxemburgse Brantano-winkels zouden overgenomen worden door de familie Torfs, Dieter Penninckx en Rens van de Schoor. Torfs is eigenaar van de gelijknamige schoenenketen, Penninckx is gelieerd aan de kledingketens CKS en Fred&Ginger en van de Schoor aan de modeketen Miss Etam. Op het moment van de overname telde de keten 129 winkels in België en ruim 1100 werknemers. De overname ging gepaard met een uitdunning van de winkelketen tot nog ruim 100 winkels (waarvan twee outlet-winkels) en een grondige modernisering van de panden. Brantano werd daarmee onderdeel van FNG Group.
Begin 2018 kondigde Brantano plannen aan dat er tegen 2020 vijftig nieuwe winkels zouden geopend worden waaronder 40 merkkledingwinkels onder de naam Brantano Boutik en 10 winkels met het volledige schoenen en kledingassortiment onder de naam Brantano Market.

### Faillissement
Nadat de FNG NV (het moederbedrijf van Brantano) een groot verlies over het jaar 2019 moest toegeven, kondigde de groep in juni 2020 een reorganisatieplan aan waarbij onder andere dertig winkels van Brantano moesten sluiten. Op 30 juli vroeg FNG echter het faillissement van Brantano aan.
Er was een schuld van meer dan 700 miljoen euro, die al dateerde van vóór de coronacrisis. Doordat de banken niet genegen tot verhoging van het krediet, werd de financiële nood acuut. In de weken voor de aanvraag leidde de onzekerheid al tot onvrede bij het personeel; op 29 juli was er een korte wilde staking en later bleek dat het bedrijf in juli al een deel van de maaltijdcheques van het personeel niet meer betaald had.
Op 3 augustus sprak de rechter het faillissement van de winkelketen uit. Er volgden gesprekken over een overname en doorstart onder de vleugels van een ander bedrijf, maar nadat succes uitbleef, kozen de curatoren voor een uitverkoop van de voorraad met grote kortingen. Deze uitverkoop ging 22 augustus van start en verliep in veel plaatsen ronduit chaotisch: urenlange rijen, grote spanningen en rommel in de winkels zelf en gebrekkige naleving van de coronamaatregelen. Om die laatste reden sloot de politie sommige winkels.
De Nederlandse winkelketen vanHaren nam in september 2020 veertig voormalige Vlaamse Brantanowinkels over om deze een doorstart te laten maken als VanHarenwinkels.